# Tîhe, Vasîlkivka
Tîhe (în ucraineană Тихе) este un sat în așezarea urbană Pîsmenne din raionul Vasîlkivka, regiunea Dnipropetrovsk, Ucraina.

## Demografie
Componența lingvistică a localității Tîhe
     Ucraineană (100%)
Conform recensământului din 2001, toată populația localității Tîhe era vorbitoare de ucraineană (100%).